# Vojislav Koštunica
Dr. Vojislav Koštunica (Beograd, 24. ožujka 1944.), srbijanski političar, predsjednik Vlade Republike Srbije u dva mandata (2004. – 2008.). Također je i posljednji predsjednik Savezne Republike Jugoslavije, naslijedivši na tom mjestu Slobodana Miloševića.

## Životopis
Otac mu je bio sudac u Kraljevini Jugoslaviji. Osnovnu školu i gimnaziju završio je u Beogradu. Diplomirao 1966., magistrirao 1970., i doktorirao je 1974. na Pravnom fakultetu u Beogradu. Iste godine kad je doktorirao, udaljen je s mjesta asistenta na Pravnom fakultetu, zbog kritiziranja tadašnjeg Ustava SFRJ. Tijekom 1980-ih, radio je u Institutu za filozofiju i društvenu teoriju u Beogradu. Bio je i član Odbora za zaštitu slobode misli i izražavanja.
Jedan je od osnivača Demokratske stranke 1989. godine i osnivač Demokratske stranke Srbije, srpnja 1992. godine. Bio je narodni poslanik u Skupštini Srbije od 1990. do 1997. godine, djelujući u opoziciji.
Kao kandidat DOS-a pobijedio je Slobodana Miloševića na predsjedničkim izborima 24. rujna 2000. godine. Koalicija Socijalističke partije Srbije (SPS) i Jugoslavenske ljevice (JUL) priznala je poraz Slobodana Miloševića u prvom krugu izbora, ali zahtijevajući dodatni krug izbora. Nakon toga u Srbiji je došlo do prosvjeda stanovništva, što je kulminiralo velikim prosvjedima u Beogradu 5. listopada 2000. nakon čega je Milošević priznao pobjedu Koštunice u prvome krugu.
Funkciju predsjednika SR Jugoslavije obnašao je do veljače 2003. godine. Poslije izvanrednih parlamentarnih izbora u Srbiji, održanih u prosincu te godine, izabran je za predsjednika Vlade Srbije (3. ožujka 2004. godine). Tijekom Koštuničinog mandata prestala je postojati Državna zajednica Srbija i Crna Gora (svibnja 2006. godine) i izglasan je novi ustav Srbije (studenog 2006.).
Poslije izvanrednih skupštinskih izbora 21. siječnja 2007. godine, Koštunicina koalicija Demokratska stranka Srbije-Nova Srbija je ostala treća po snazi, ali je nakon pregovora s Demokratskom strankom predsjednika Srbije Borisa Tadića, Koštunica dobio mandat za formiranje nove vlade. Za novog-starog premijera izabran je 15. svibnja 2007. godine.  
Ožujka 2008. godine, Koštunica je predložio raspuštanje parlamenta i raspisivanje izvanrednih parlamentarnih izbora. Nakon izbora u svibnju, njegova stranka odlazi u oporbu čime se Koštunica povlači s mjesta premijera srpnja iste godine.

## Državne funkcije
- Predsjednik Savezne Republike Jugoslavije (listopad 2000. - veljača 2003.)
- Predsjednik Vlade Srbije (ožujak 2004. - srpanj 2008.)

## Osobni podaci
Živi sa suprugom u stanu na Dorćolu (Beograd) i od stranih jezika govori engleski, francuski i njemački.